# Ancelle della Beata Vergine Maria Immacolata
Le ancelle della Beata Vergine Maria Immacolata sono un istituto religioso femminile di diritto pontificio: le suore di questa congregazione, la maggiore del rito bizantino ucraino, pospongono al loro nome la sigla S.A.M.I.

## Storia

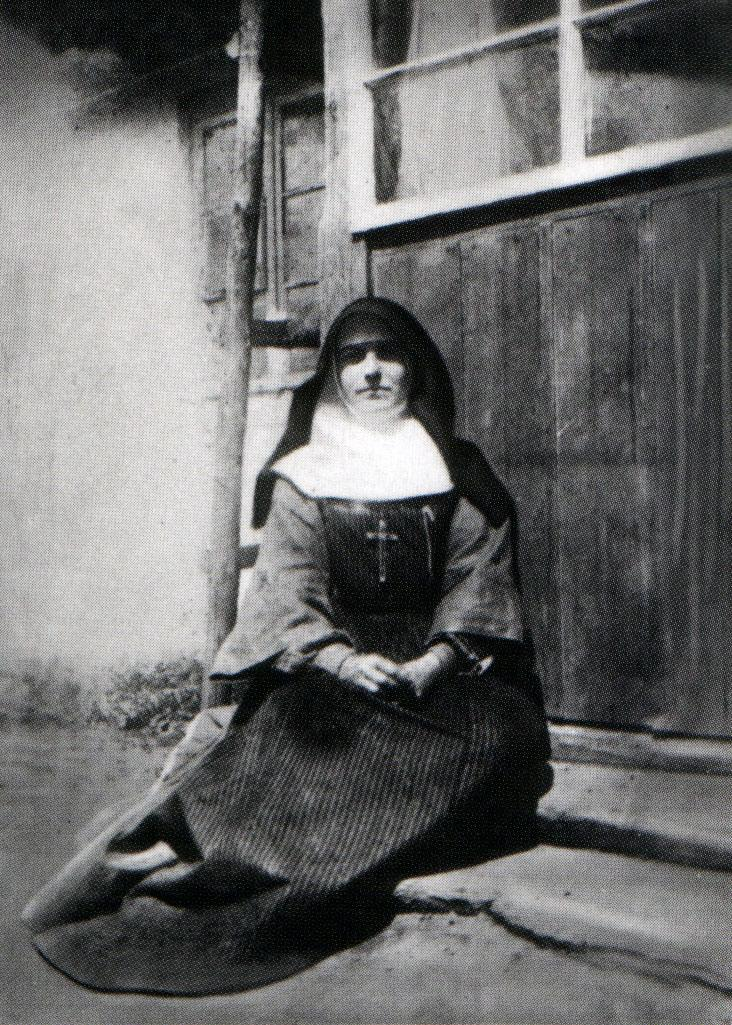
Giosafata Hordaševska, fondatrice dell'istituto

La congregazione venne fondata nel 1892 a Żużel, in Ucraina, da Geremia Lomnyc'kyj, monaco basiliano, e da Cirillo Selec'kyj. Fu il primo istituto femminile della Chiesa greco-cattolica ucraina dedito all'apostolato attivo: la prima comunità venne affidata dai fondatori a Giosafata Hordaševska (1869-1919), figlia spirituale di Lomnyc'kyj, che gli aveva manifestato l'intenzione di abbracciare la vita religiosa ma non intendeva ritirarsi in monastero.
L'istituto si diffuse rapidamente in Galizia e, a partire dal 1912, le religiose della congregazione iniziarono a seguire gli emigrati ucraini in Canada e Brasile. Le costituzioni dell'istituto vennero approvate dall'arcivescovo di Leopoli Sylwester Sembratowicz nel 1892 e poi riviste da Andrej Szeptycki nel 1907. La Congregazione per le Chiese Orientali approvò l'istituto il 27 luglio 1932 e papa Pio XII confermò l'approvazione con il breve "Sacra in clausura" del 18 gennaio 1956.
Nel 1946 le Ancelle vennero soppresse ed espulse dall'Ucraina e dalla Cecoslovacchia.
La Hordaševska, ritenuta cofondatrice delle ancelle dell'Immacolata, è stata beatificata da papa Giovanni Paolo II nel 2001 assieme con la Beata suor Tarsykija Mac'kiv.

## Attività e diffusione
Le ancelle dell'Immacolata si dedicano alla catechesi e all'educazione dell'infanzia e della gioventù presso le comunità cattoliche di rito bizantino ucraino presenti in tutto il mondo.
Sono presenti in Argentina, Australia, Brasile, Canada, Francia, Germania, Italia, Kazakistan, Polonia, Serbia, Slovacchia, Stati Uniti d'America, Ucraina: la sede generalizia, del 1947, è a Roma.
Al 31 dicembre 2005 l'istituto contava 809 religiose in 153 case.